# Haloptilus austini
Haloptilus austini är en kräftdjursart som beskrevs av K.R.E. Grice 1959. Haloptilus austini ingår i släktet Haloptilus och familjen Augaptilidae. Inga underarter finns listade i Catalogue of Life.